# Tobia Bocchi
Pour les articles homonymes, voir Bocchi.
Tobia Bocchi (né le 7 avril 1997 à Parme) est un athlète italien, spécialiste du triple saut.
Son club est le CUS de Parme. Il mesure 1,87 ou 1,90 m et vit à Monticelli Terme.

## Biographie
Le 18 juillet 2015, il porte son record à 16,19 m à Eskilstuna avant de remporter le lendemain la médaille d'argent avec un saut de 16,51 m (vent de + 2,1 m/s) derrière l'Azerbaïdjanais Nazim Babayev qu'il avait précédé de 5 cm lors des Jeux olympiques de la jeunesse de 2014 à Nankin. Le 26 juillet 2015, il bat le record italien junior avec un saut de 16,54 m à Turin pour remporter le bronze des championnats nationaux, derrière Fabrizio Donato, 16,91 m.
En août 2016, il s'installe en Californie pour pouvoir étudier à l'UCLA.
En 2019 il réalise 16,73 m en qualifications des Championnats d'Europe espoirs, avant de terminer quatrième en finale.
En 2021 il devient champion d'Italie en portant son record personnel à 17,14 m. Qualifié aux Jeux, il échoue en qualifications.
En 2022 il remporte la médaille d'argent aux Jeux méditerranéens.

## Palmarès
| Date | Compétition           | Lieu    | Résultat | Temps   |
| ---- | --------------------- | ------- | -------- | ------- |
| 2022 | Jeux méditerranéens   | Oran    | 2e       | 16,93 m |
| 2022 | Championnats d'Europe | Munich  | 4e       | 16,79 m |
| 2023 | Jeux européens        | Chorzów | 1er      | 16,84 m |

## Records
| Épreuve     | Épreuve   | Marque  | Lieu     | Date           |
| ----------- | --------- | ------- | -------- | -------------- |
| Triple saut | Plein air | 17,14 m | Rovereto | 27 juin 2021   |
| Triple saut | En salle  | 16,89 m | Liévin   | 9 février 2021 |